# Australobolbus rossi
Australobolbus rossi es una especie de coleóptero de la familia Geotrupidae.

## Distribución geográfica
Habita en Australia.